# 147
Năm 147 là một năm trong lịch Julius. 

## Sinh
- Giả Hủ